# Claudio Husaín
Claudio Husaín (20 de novembre de 1974) és un exfutbolista argentí.

## Selecció de l'Argentina
Va formar part de l'equip argentí a la Copa del Món de 2002.